# Mercedes-Benz W169
Mercedes-Benz серії 169 — автомобіль компактного класу німецького преміум-виробника Mercedes-Benz (концерн Daimler AG). Вважається моделлю 2-го покоління A-Класу.
Автомобіль представлений у двох версіях: п'ятидверній (заводський індекс W169) та трьохдверній (заводський індекс C169).

## Опис

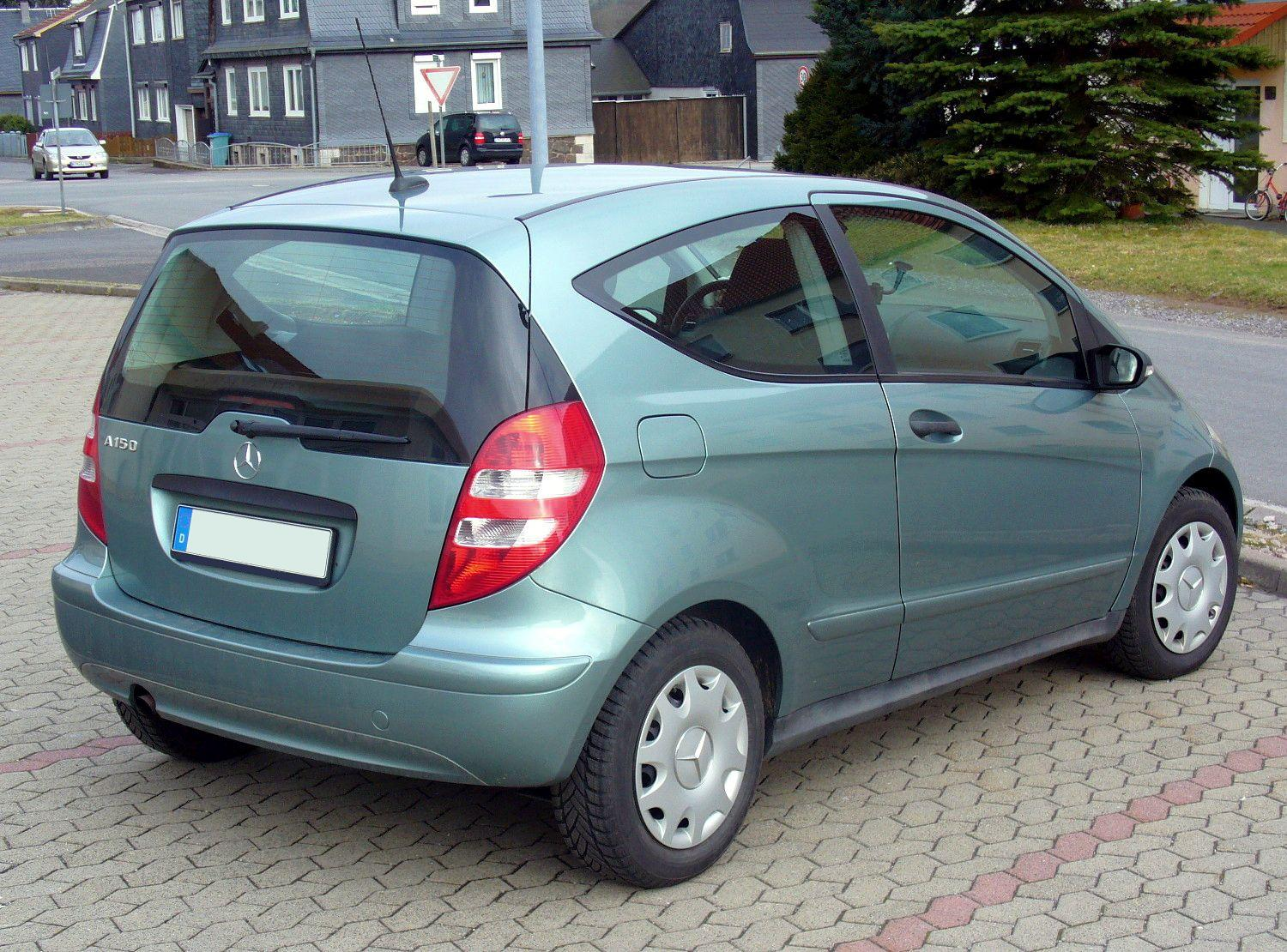
Mercedes-Benz A 150 3дв. (2004–2008)

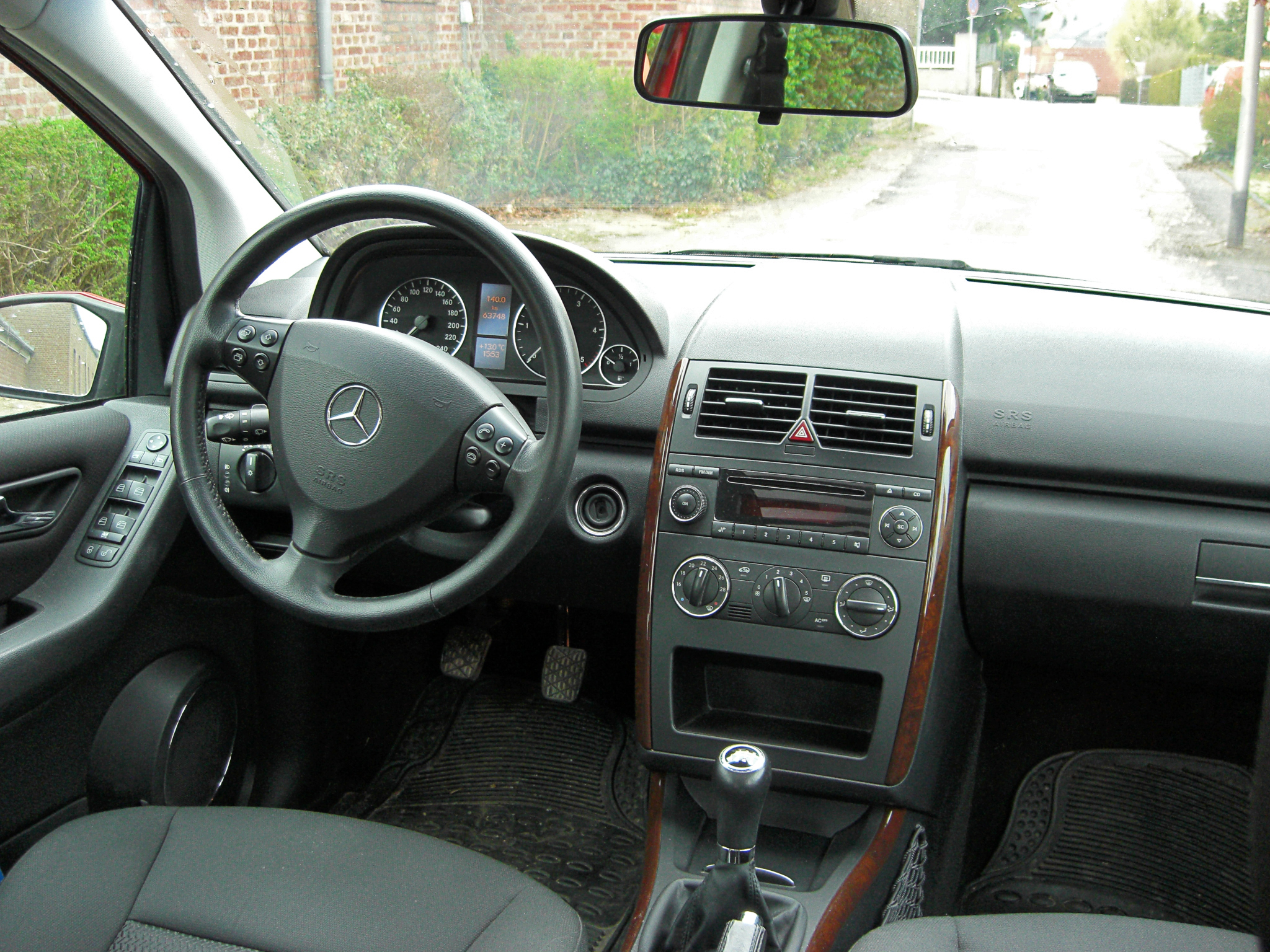
Салон Mercedes-Benz A 180 CDI Elegance

Друге покоління Mercedes-Benz А-класу було представлене у 2004 році. Кузов автомобіля був зібраний із високоміцних сталевих сплавів зі спеціальними клейовими сполуками, успадковуючи від свого попередника «сендвічну» архітектуру. Загальна довжина і відстань між осями стали більше - 3883 і 2568 мм відповідно. Об'єм багажника дорівнював 435-1370 л замість 390-1040 л. Схема зі стійками McPherson спереду залишилася колишньою, але інженери переглянули кути установки коліс і поміняли точки кріплення стабілізаторів поперечної стійкості. Задня ж підвіска стала абсолютно іншою: замість незалежної конструкції з'явилася скручувана блка з механізмом Уатта. Замість гідропідсилювача керма німці застосували електромеханічний. Враховуючи попередній гіркий досвід, інженери компанії оснастили нову модель великою кількістю різних подушок безпеки, включаючи бічні, додаткові задні для грудної клітки та інші. Вантажопідйомність W169 зросла на 15% проти W168. Модельний ряд складався з семи типів (всі чотирициліндрові) двигунів: чотири бензинові (A150, A170, A200, A200 Turbo) і три дизельні (A160 CDI, A180 CDI, A200 CDI); всі працюють у парі з п'яти-або шестиступінчастою механічною коробкою передач. На замовлення доступна безступінчаста трансмісія (CVT). Найпотужніша модифікація розганяється з 0 до 100 км/год (62 милі на годину) за 8.0 секунд, а її максимальна швидкість становить 218 км/год. Для дизельних агрегатів почали застосовувати систему з безпосереднім упорскуванням палива Common Rail (CDI), яка покращує витрату палива, знижує викид вихлопних газів та рівень шуму. Усі двигуни відповідали нормам викидів Євро-4. На замовлення була доступна система з фільтром сажі, яка без додаткових присадок знижувала викид твердих частинок приблизно на 99%.

### Фейсліфтинг 2008

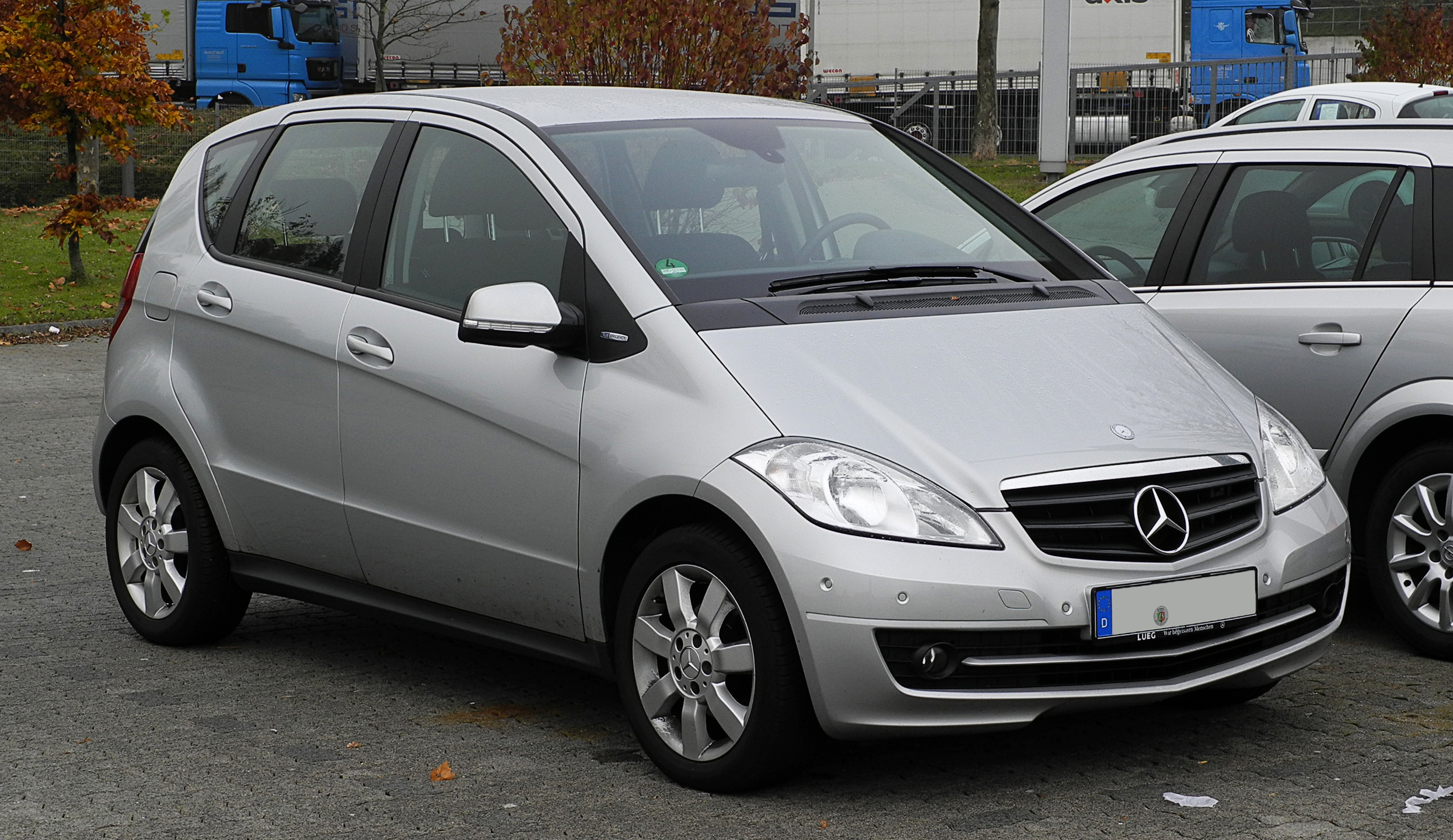
Mercedes-Benz A 160 5дв. (2008–2012)

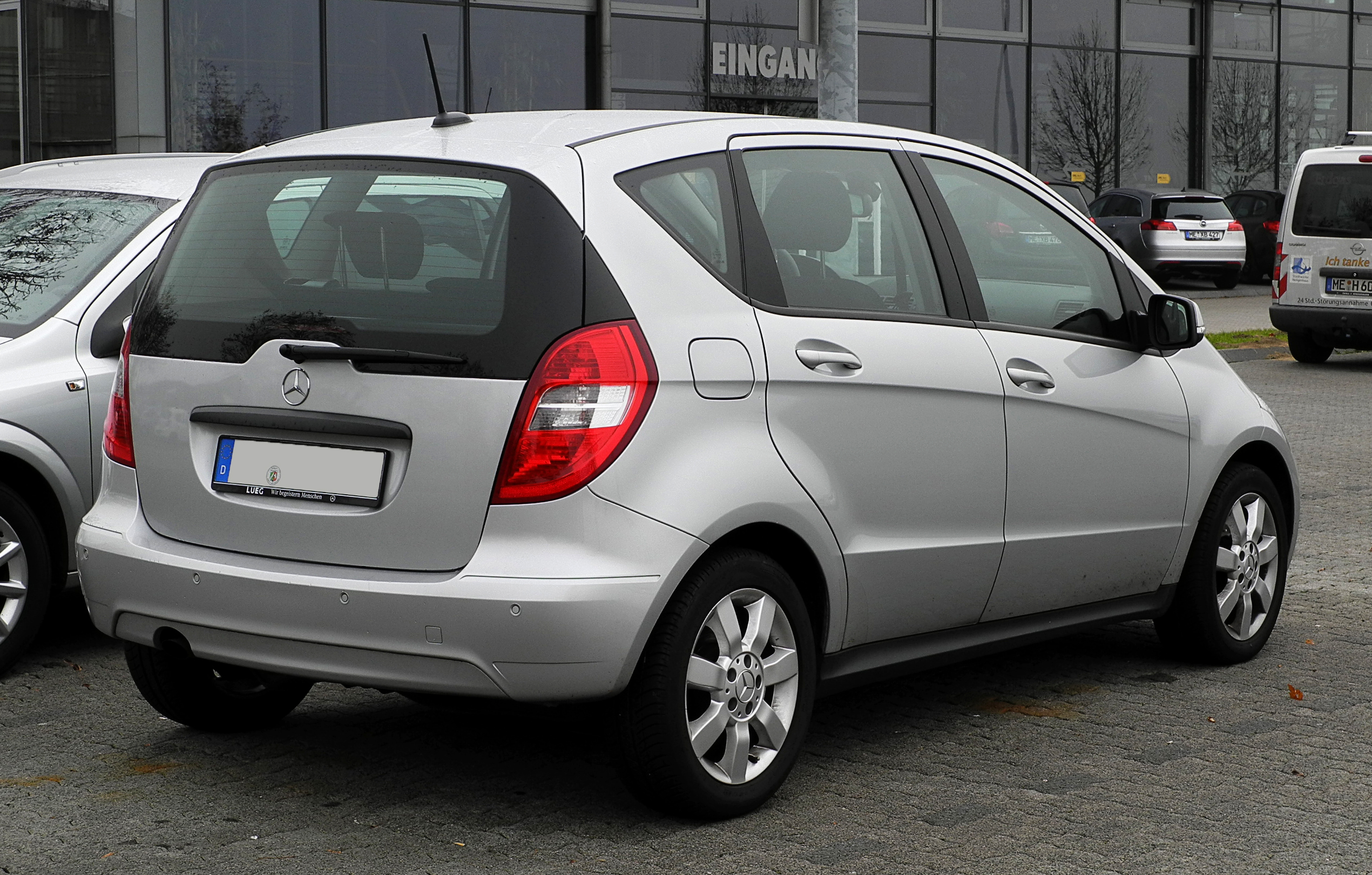
Mercedes-Benz A 160 5дв. (2008–2012)

У 2008 році автомобіль модернізований, завдяки якому були перероблені передні та задні бампери та фари, бічні дзеркала, а також додані нові тканини для оббивки салону та опціональна система «старт-стоп» для моделей A150 та A170. Для дизельної версії A160 CDI купе став доступним пакет BlueEFFICIENCY. Була представлена система Active Park Assist, що допомагає водію при паралельному паркуванні. Навесні того ж року поряд з оновленим M-класом та B-класом дебютували п'ятидверний хетчбек та тридверне купе.
У 2009 році компанія представила обмежену серію з 5500 автомобілів W169, що відрізняється від серійних моделей інтегрованим пакетом BlueEFFICIENCY, радіаторними гратами з чорними ламелями, 16-дюймовими легкосплавними дисками в новій конструкції з 9 спиць, бічним шильдиком Bluetooth гарнітурою, системою автоматичного затемнення дзеркала заднього виду, комфортними сидіннями та іншими відмінними елементами та функціями.
У 2010 році компанія Mercedes-Benz відкликала близько 3500 автомобілів А-класу W169 та B-класу W245 з двигунами M266 у зв'язку з протіканнями у паливопроводах. Несправності було виявлено у автомобілів, що зійшли з конвеєра з 1 по 12 липня 2010 року. Підтікання можуть виникати поблизу салонних фільтрів, через що власники можуть відразу відчути запах бензину в салоні.
Хетчбеки з трьома і п'ятьма дверима випускали у Німеччині та Угорщині, а завод в Таїланді робить A-класи другого покоління до сих пір.

### E-Cell

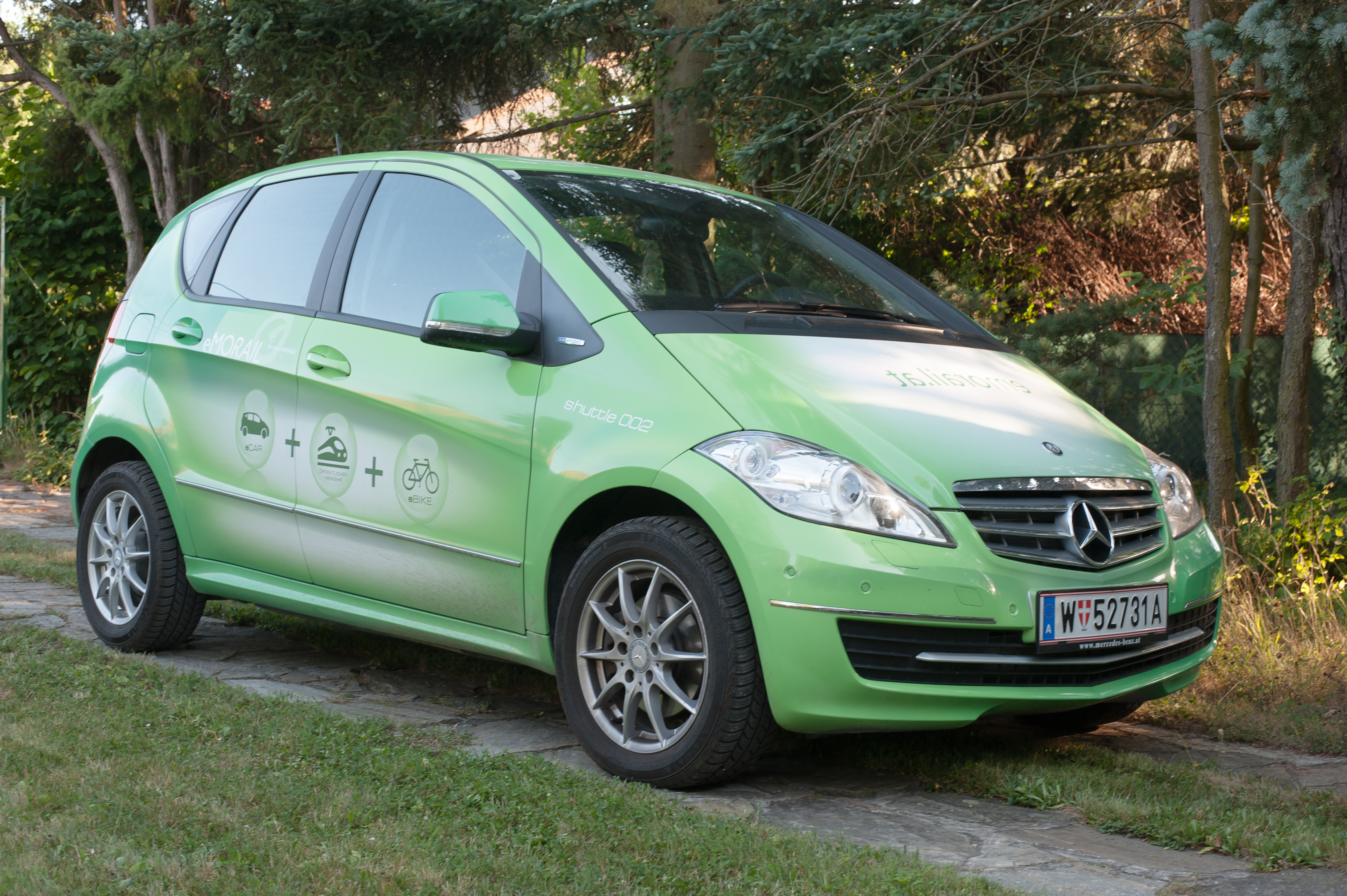
Mercedes-Benz E-Cell

У вересні 2010 року компанія Mercedes-Benz представила електромобіль E-Cell на базі другого покоління A-класу, дебют якого відбувся у жовтні того ж року на Паризькому автосалоні. Модифікація побудована на п'ятидверній версії А-класу та оснащена 67-сильним електромотором. Максимальний крутний момент двигуна дорівнює 290 Нм. У режимі "Boost" силовий агрегат може короткочасно розвивати потужність 95 к.с. При цьому розгін до 100 км/год займає 14 секунд, а до 60 км/год електромобіль пришвидшується за 5,5 секунди. Максимальна швидкість моделі обмежена електронікою на позначці 150 км/год. Без заряджання E-Cell може проїхати близько 200 кілометрів. Повна зарядка літій-іонних батарей від домашньої електромережі з напругою 230 В здійснюється за вісім годин. Крім того, можна використовувати мережі з напругою 400 В, і тоді час заряджання скорочується до трьох годин.
Пізніше було випущено 500 електромобілів, які були передані заздалегідь відібраним покупцям з Німеччини, Франції та Нідерландів.

## Двигуни
| Модель                   | Роки виробництва | Код двигуна1         | Об'єм    | Потужність        | Крутний момент*                         | Максимальна швидкість* | Витрати пального* (л/100 км) | Розгін, 0–100 км/год* | Викиди CO2*   |
| Бензинові                |                  |                      |          |                   |                                         |                        |                              |                       |               |
| A 150                    | 2004–2009        | M 266 E 15           | 1498 см³ | 70 kW (95 к.с.)   | 140 Нм при 3500 об/хв                   | 175 км/год             | 6,2–6,7                      | 12,6 с                | 148–159 гр/км |
| A 160                    | 2009–2012        | M 266 E 15           | 1498 см³ | 70 kW (95 к.с.)   | (140 Нм при 3500–4000 об/хв)            | 170 км/год             | 6,8–7,2                      | 13,5 с                | 159–168 гр/км |
| A 160 BlueEFFICIENCY     | 2009–2012        | M 266 E 15           | 1498 см³ | 70 kW (95 к.с.)   | 140 Нм при 3500–4000 об/хв              | 175 км/год             | 6,0–6,2                      | 12,6 с                | 139–143 гр/км |
| A 170                    | 2004–2009        | M 266 E 17           | 1699 см³ | 85 kW (116 к.с.)  | 155 Нм при 3500 об/хв                   | 188 км/год             | 6,6–6,8                      | 10,9 с                | 157–163 гр/км |
| A 180                    | 2009–2012        | M 266 E 17           | 1699 см³ | 85 kW (116 к.с.)  | (155 Нм при 3500–4000 об/хв)            | 183 км/год             | 6,8–7,3                      | 11,5 с                | 159–171 гр/км |
| A 180 BlueEFFICIENCY     | 2009–2012        | M 266 E 17           | 1699 см³ | 85 kW (116 к.с.)  | 155 Нм при 3500–4000 об/хв              | 188 км/год             | 6,3–6,6                      | 10,9 с                | 146–153 гр/км |
| A 200                    | 2004–2012        | M 266 E 20           | 2034 см³ | 100 kW (136 к.с.) | 185 Нм при 3500–4000 об/хв              | 200 (195) км/год       | 6,7–6,8 (7,4–7,6)            | 9,8 (9,9) с           | 156–159 гр/км |
| A 200 Turbo              | 2005–2010        | M 266 E 20 AL        | 2034 см³ | 142 kW (193 к.с.) | 280 Нм при 1800–4850 об/хв              | 228 (220) км/год       | 7,5–7,7 (7,9–8,1)            | 7,5 (7,3) с           | 178–182 гр/км |
| Дизельні                 |                  |                      |          |                   |                                         |                        |                              |                       |               |
| A 160 CDI                | 2004–2012        | OM 640 DE 20 LA red. | 1991 см³ | 60 kW (82 к.с.)   | 180 Нм при 1400–2600 (200 Нм/1400–2600) | 165 км/год             | 5,4–5,8                      | 15,3 с                | 142–154 гр/км |
| A 160 CDI BlueEFFICIENCY | 2009–2012        | OM 640 DE 20 LA red. | 1991 см³ | 60 kW (82 к.с.)   | 180 Нм при 1400–2600                    | 170 км/год             | 4,5–4,7                      | 15,0 с                | 118–125 гр/км |
| A 180 CDI                | 2004–2012        | OM 640 DE 20 LA red. | 1991 см³ | 80 kW (109 к.с.)  | 250 Нм при 1600–2600                    | 186 (181) км/год       | 4,9–5,2 (5,4–5,8)            | 10,8 (11,1) с         | 128–138 гр/км |
| A 200 CDI                | 2004–2012        | OM 640 DE 20 LA      | 1991 см³ | 103 kW (140 к.с.) | 300 Нм при 1600–3000 (280 Нм/1600–3000) | 201 (196) км/год       | 5,1–5,3 (5,5–6,0)            | 9,5 (9,6) с           | 135–139 гр/км |

*Дані для механічної коробки передач, значення в дужках наведені для автоматичної.
1Позначення двигуна розшифровується таким чином.
- Бензиновий: M = Motor, Baureihe = 3 stellig, E = Saugrohreinspritzung, KE = Kanaleinspritzung, A = Abgasturbolader, L = Ladeluftkühlung, red. = reduzierte Leistung.
- Дизельний: OM = Oelmotor, Baureihe = 3 stellig, DE = Direkteinspritzung, L = Ladeluftkühlung, A = Abgasturbolader, red. = reduzierte Leistung.

Примітки:
- Дизельні автомобілі з фільтром сажі в стандартній комплектації